# Oceaniphisis forficata
Oceaniphisis forficata är en insektsart som beskrevs av Jin, Xingbao 1992. Oceaniphisis forficata ingår i släktet Oceaniphisis och familjen vårtbitare. Inga underarter finns listade i Catalogue of Life.